# Emilio Soriano Aladrén
Emilio Soriano Aladrén (Saragossa, 29 d'octubre de 1945) és un exàrbitre de futbol internacional espanyol.
Va arbitrar 185 partits, des de la temporada 1976-77 fins a la 1992-93, en la Primera Divisió, estant adscrit al col·legi castellà d'àrbitres, i sent, en el seu moment, l'àrbitre espanyol internacional més jove. Com a àrbitre FIFA, va dirigir 29 partits en totes les competicions internacionals europees de clubs i un partit en el Mundial de futbol d'Itàlia de 1990. Anteriorment havia fet d'àrbitre assistent al Mundial de 1982.